# Liam Neeson
William John Neeson, detto Liam, OBE (IPA: [liːəm ˈniːsʌn]; Ballymena, 7 giugno 1952), è un attore britannico.
Vincitore della Coppa Volpi per la migliore interpretazione maschile alla 53ª Mostra internazionale d'arte cinematografica di Venezia per la sua interpretazione in Michael Collins, è stato candidato all'Oscar al miglior attore nel 1994 per la sua interpretazione di Oskar Schindler in Schindler's List - La lista di Schindler di Steven Spielberg. Ha inoltre ricevuto tre candidature ai Golden Globe e una ai Premi BAFTA e due ai Tony Award.

## Biografia
Nato a Ballymena, nell'Irlanda del Nord, il 7 giugno del 1952, frequentò la Queen's University Belfast, lasciò gli studi senza conseguire la laurea, per poi laurearsi nel 2009.
All'età di nove anni incominciò a prendere lezioni di boxe all'"All Saints Youth Club", ma dopo aver vinto diversi titoli regionali, decise di ritirarsi intorno ai diciassette anni.

## Carriera
Dopo aver debuttato al cinema nel 1978, interpretando un piccolo ruolo in Pilgrim's Progress,, nei primi anni ottanta iniziò a recitare in film di successo come Excalibur (1981), Il Bounty (1984), Mission (1986), Suspect - Presunto colpevole (1987), e in un episodio della serie Miami Vice nel 1986. Nel 1990 ottiene il suo primo ruolo da protagonista in Darkman di Sam Raimi, ma arriva alla fama tre anni dopo, quando viene scelto dal regista Steven Spielberg per interpretare il ruolo di Oskar Schindler nel film Schindler's List - La lista di Schindler, cui seguiranno Rob Roy (1995), Michael Collins (1996) e Kinsey (2004). La sua interpretazione in Schindler's List gli fece guadagnare grandi consensi e una candidatura al premio Oscar al miglior attore nel 1994, ma il riconoscimento fu assegnato a Tom Hanks per Philadelphia.
Nel 1999 viene scelto da George Lucas per interpretare il Maestro Jedi Qui-Gon Jinn in Star Wars - Episodio I - La minaccia fantasma, ruolo che a seguire riprenderà sia in qualità di doppiatore in camei vocali in Star Wars - Episodio II - L'attacco dei cloni (2002) e Star Wars - L'ascesa di Skywalker (2019) e in alcune apparizioni del personaggio nella serie animata Star Wars: The Clone Wars e nella miniserie Obi-Wan Kenobi. Inizialmente, Qui-Gon sarebbe dovuto apparire in un piccolo ruolo ne L'attacco dei cloni sotto forma di fantasma, ma pochi giorni prima delle riprese ebbe un incidente in moto e si ruppe una gamba; Lucas decise pertanto di rinunciare alla scena optando per un cameo vocale.
Altri ruoli famosi, ma non da protagonista, comprendono i doppiaggi del saggio leone Aslan nel ciclo di film Le cronache di Narnia e del mostro in Sette minuti dopo la mezzanotte (2016), il dott. Jerome Lovell in Nell (1994), Padre Vallon in Gangs of New York (2002), Goffredo di Ibelin ne Le crociate - Kingdom of Heaven (2005), il villain Henri Ducard/Ra's al Ghul in Batman Begins (2005) e Il cavaliere oscuro - Il ritorno (2012), e Zeus in Scontro tra titani (2010) e La furia dei titani (2012). Nel 2006, affianca Pierce Brosnan nel film Caccia spietata, ambientato durante la guerra di secessione americana.
A partire dal 2008, anno in cui interpreta il ruolo di Bryan Mills in Io vi troverò, che riprenderà anche nei sequel Taken - La vendetta (2012) e Taken 3 - L'ora della verità (2015), la sua carriera vira prettamente verso il genere thriller d'azione con titoli quali Unknown - Senza identità, The Grey (entrambi del 2011), La preda perfetta - A Walk Among the Tombstones (2014), Run All Night - Una notte per sopravvivere (2015), L'uomo sul treno - The Commuter (2018), Un uomo tranquillo (2019), L'uomo dei ghiacci - The Ice Road (2021) e molti altri. Ad essi, alterna occasionalmente ruoli drammatici più impegnati, quali Third Person (2013), Silence (2016), nel quale torna a lavorare diretto da Martin Scorsese dopo Gangs of New York, The Silent Man e Made in Italy - Una casa per ritrovarsi (2020), e commedie come Un milione di modi per morire nel West  (2014) e Men in Black: International (2019).
Ha prestato la propria voce nella serie animata I Simpson, dove nell'episodio 16x21 interpreta Padre Sean, un prete che converte Bart e Homer al cattolicesimo. ha prestato la sua voce a un personaggio del videogioco Fallout 3, il dott. James del Vault 101, padre del giocatore. Nel 2005 firmò per interpretare il presidente Abraham Lincoln nell'omonimo film di Steven Spielberg; in seguito, in accordo col regista e la produzione, rinunciò alla parte poiché troppo vecchio per il ruolo che andò poi a Daniel Day-Lewis.

## Vita privata
Dopo aver avuto una relazione con Helen Mirren tra il 1980 e il 1985, il 3 luglio 1994 ha sposato l'attrice Natasha Richardson, morta il 18 marzo 2009 a causa di un trauma cranico procuratosi mentre sciava a Mont-Tremblant. Insieme hanno avuto due figli, Micheál (1995) e Daniel (1996).
Amico dell'attore Ralph Fiennes e grande tifoso del Liverpool nel 2000 è stato nominato ufficiale dell'Order of the British Empire dalla Regina Elisabetta II.
Nel 2018 ha definito il movimento MeToo una caccia alle streghe.
Nel 2025 ha iniziato una relazione con Pamela Anderson.

## Filmografia

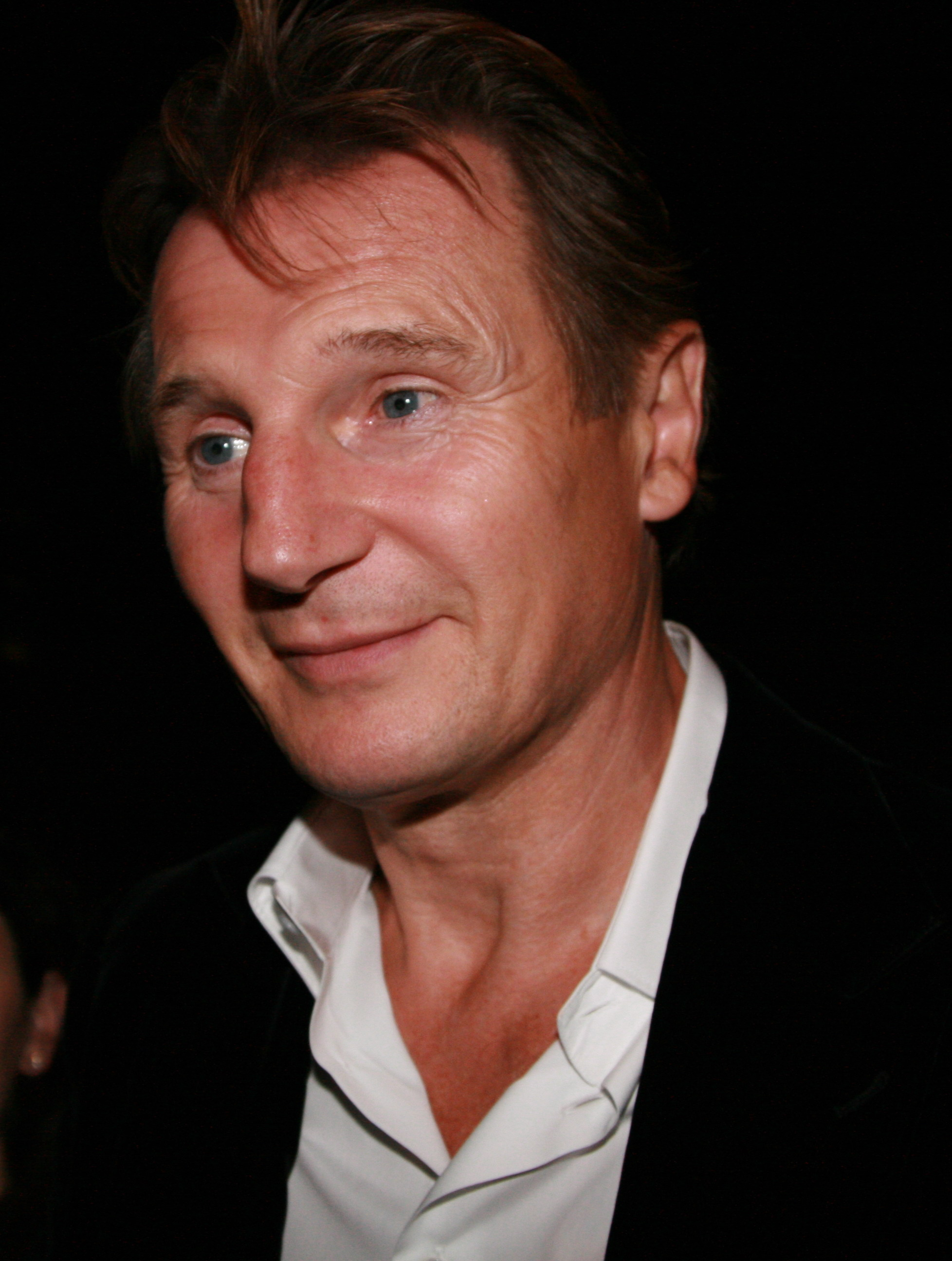
Liam Neeson al Toronto International Film Festival per la proiezione de L'ombra del sospetto (2008)

### Attore

#### Cinema
- Pilgrim's Progress, regia di Ken Anderson (1978)
- Christiana, regia di Ken Anderson (1979)
- Excalibur, regia di John Boorman (1981)
- Nailed, regia di Bill Anderson (1981)
- Krull, regia di Peter Yates (1983)
- Il Bounty (The Bounty), regia di Roger Donaldson (1984)
- The Innocent, regia di John Mackenzie (1985)
- Lamb, regia di Colin Gregg (1985)
- Mission (The Mission), regia di Roland Joffé (1986)
- Duet for One, regia di Andrej Končalovskij (1986)
- Una preghiera per morire (A Prayer for the Dying), regia di Mike Hodges (1987)
- Suspect - Presunto colpevole (Suspect), regia di Peter Yates (1987)
- Femmine sfrenate (Satisfaction), regia di Joan Freeman (1988)
- Scommessa con la morte (The Dead Pool), regia di Buddy Van Horn (1988)
- Diritto d'amare (The Good Mother), regia di Leonard Nimoy (1988)
- High Spirits - Fantasmi da legare (High Spirits), regia di Neil Jordan (1988)
- Vendetta trasversale (Next of Kin), regia di John Irvin (1989)
- Darkman, regia di Sam Raimi (1990)
- The Big Man, regia di David Leland (1990)
- Innocenza colposa (Under Suspicion), regia di Simon Moore (1991)
- Vite sospese (Shining Through), regia di David Seltzer (1992)
- Mariti e mogli (Husbands and Wives), regia di Woody Allen (1992)
- Ruby Cairo, regia di Graeme Clifford (1992)
- Vendesi miracolo (Leap of Faith), regia di Richard Pearce (1992)
- Ethan Frome - La storia di un amore proibito  (Ethan Frome), regia di John Madden (1993)
- Schindler's List - La lista di Schindler (Schindler's List), regia di Steven Spielberg (1993)
- Nell, regia di Michael Apted (1994)
- Rob Roy, regia di Michael Caton-Jones (1995)
- Prima e dopo (Before and After), regia di Barbet Schroeder (1996)
- Michael Collins, regia di Neil Jordan (1996)
- I miserabili (Les Misérables), regia di Bille August (1998)
- Star Wars - Episodio I - La minaccia fantasma (Star Wars: Episode I - The Phantom Menace), regia di George Lucas (1999)
- Haunting - Presenze (The Haunting), regia di Jan de Bont (1999)
- Gun Shy - Un revolver in analisi (Gun Shy), regia di Eric Blakeney (2000)
- K-19 (K-19: The Widowmaker), regia di Kathryn Bigelow (2002)
- Gangs of New York, regia di Martin Scorsese (2002)
- Love Actually - L'amore davvero (Love Actually), regia di Richard Curtis (2003)
- Kinsey, regia di Bill Condon (2004)
- Le crociate - Kingdom of Heaven (Kingdom of Heaven), regia di Ridley Scott (2005)
- Batman Begins, regia di Christopher Nolan (2005)
- Breakfast on Pluto, regia di Neil Jordan (2005)
- Caccia spietata (Seraphim Falls), regia di David Von Ancken (2006)
- Io vi troverò (Taken), regia di Pierre Morel (2008)
- L'ombra del sospetto (The Other Man), regia di Richard Eyre (2008)
- L'ombra della vendetta - Five Minutes of Heaven (Five Minutes of Heaven), regia di Oliver Hirschbiegel (2009)
- Chloe - Tra seduzione e inganno (Chloe), regia di Atom Egoyan (2009)
- After.Life, regia di Agnieszka Wojtowicz-Vosloo (2009)
- Scontro tra titani (Clash of the Titans), regia di Louis Leterrier (2010)
- A-Team (The A-Team), regia di Joe Carnahan (2010)
- The Next Three Days, regia di Paul Haggis (2010)
- Unknown - Senza identità (Unknown), regia di Jaume Collet-Serra (2011)
- The Grey, regia di Joe Carnahan (2011)
- La furia dei titani (Wrath of the Titans), regia di Jonathan Liebesman (2012)
- Battleship, regia di Peter Berg (2012)
- Il cavaliere oscuro - Il ritorno (The Dark Knight Rises), regia di Christopher Nolan (2012)
- Taken - La vendetta (Taken 2), regia di Olivier Megaton (2012)
- Third Person, regia di Paul Haggis (2013)
- Anchorman 2 - Fotti la notizia (Anchorman 2: The Legend Continues), regia di Adam McKay (2013)
- Non-Stop, regia di Jaume Collet-Serra (2014)
- Un milione di modi per morire nel West (A Million Ways to Die in the West), regia di Seth MacFarlane (2014)
- La preda perfetta - A Walk Among the Tombstones (A Walk Among The Tombstones), regia di Scott Frank (2014)
- Taken 3 - L'ora della verità (Taken 3), regia di Olivier Megaton (2015)
- Run All Night - Una notte per sopravvivere (Run All Night), regia di Jaume Collet-Serra (2015)
- Entourage, regia di Doug Ellin (2015)
- Ted 2, regia di Seth MacFarlane (2015)
- Silence, regia di Martin Scorsese (2016)
- Sette minuti dopo la mezzanotte (A Monster Calls), regia di Juan Antonio Bayona (2016)
- Operation Chromite (In-cheon sang-ryuk jak-jeon), regia di John H. Lee (2016)
- The Silent Man (Mark Felt: The Man Who Brought Down the White House), regia di Peter Landesman (2017)
- L'uomo sul treno - The Commuter (The Commuter), regia di Jaume Collet-Serra (2018)
- Widows - Eredità criminale (Widows), regia di Steve McQueen (2018)
- La ballata di Buster Scruggs (The Ballad of Buster Scruggs), regia di Joel ed Ethan Coen (2018)
- Un uomo tranquillo (Cold Pursuit), regia di Hans Petter Moland (2019)
- Men in Black: International, regia di F. Gary Gray (2019)
- Ordinary Love - Un amore come tanti (Ordinary Love), regia di Lisa Barros D'Sa e Glenn Leyburn (2019)
- Made in Italy - Una casa per ritrovarsi (Made in Italy), regia di James D'Arcy (2020)
- Honest Thief, regia di Mark Williams (2020)
- Un uomo sopra la legge (The Marksman), regia di Robert Lorenz (2021)
- L'uomo dei ghiacci - The Ice Road (The Ice Road), regia di Jonathan Hensleigh (2021)
- Blacklight, regia di Mark Williams (2022)
- Memory, regia di Martin Campbell (2022)
- Detective Marlowe (Marlowe), regia di Neil Jordan (2022)
- Retribution, regia di Nimród Antal (2023)
- Wildcat, regia di Ethan Hawke (2023)
- L'ultima vendetta (In the Land of Saints and Sinners), regia di Robert Lorenz (2023)
- Absolution - Storia criminale (Absolution), regia di Hans Petter Moland (2024)
- Una pallottola spuntata (The Naked Gun), regia di Akiva Schaffer (2025)

#### Televisione
- Play for Today – serie TV, episodio 9x04 (1978)
- BBC2 Playhouse – serie TV, episodio 7x06 (1980)
- Charlie Was a Rich Man, regia di William Brayne – film TV (1981)
- Ellis Island - La porta dell'America (Ellis Island), regia di Jerry London – miniserie TV (1984)
- A Woman of Substance, regia di Don Sharp – miniserie TV (1985)
- La spada di Merlino (Arthur the King), regia di Clive Donner – film TV (1985)
- La gatta (If Tomorrow Comes), regia di Jerry London – miniserie TV (1986)
- Miami Vice – serie TV, episodio 3x01 (1986)
- Hold the Dream, regia di Don Sharp – miniserie TV (1986)
- Costretto al silenzio (Sworn to Silence), regia di Peter Levin – film TV (1987)
- Screen Two – serie TV, episodio 4x03 (1988)
- The Man Who Came to Dinner, regia di Jay Sandrich – film TV (2000)
- Cubed – serie TV, episodio 1x39 (2010)
- The Big C – serie TV, episodio 1x12 (2010)
- Life's Too Short – serie TV, episodio 1x01 (2011)
- Inside Amy Schumer – serie TV, episodio 4x02 (2016)
- The Orville – serie TV, episodio 1x04 (2017)
- Derry Girls – serie TV, episodi 3x01, 3x07 (2022)
- Obi-Wan Kenobi – miniserie TV (2022) - cameo non accreditato
- Atlanta – serie TV, episodio 3x08 (2022)

#### Spot
- Man From The Future, spot della LG, regia di Ridley Scott (2016)[23]

### Doppiaggio
- The Great War and the Shaping of the 20th Century – serie TV, episodi 1x02-1x04-1x08 (1996)
- Liberty's Kids: Est. 1776 – serie TV, episodio 1x28 (2002)
- Star Wars: Episodio II - L'attacco dei cloni (Star Wars: Episode II - Attack of the Clones), regia di George Lucas (2002) - non accreditato
- Patrick – documentario TV (2004)
- I Simpson (The Simpsons) – serie TV, episodio 16x21 (2005)
- Batman Begins – videogioco (2005)
- Le cronache di Narnia - Il leone, la strega e l'armadio (The Chronicles of Narnia: The Lion, the Witch and the Wardrobe), regia di Andrew Adamson (2005)
- Le cronache di Narnia - Il principe Caspian (The Chronicles of Narnia: Prince Caspian), regia di Andrew Adamson (2008)
- Ponyo sulla scogliera (Gake no ue no Ponyo), regia di Hayao Miyazaki (2008)
- Fallout 3 - videogioco (2008)
- Le cronache di Narnia - Il viaggio del veliero (The Chronicles of Narnia: The Voyage of the Dawn Treader), regia di Michael Apted (2010)
- Star Wars: The Clone Wars – serie TV, episodi 3x15-3x17, 6x11 (2011-2014)
- A Child's Garden of Poetry, regia di Amy Schatz – film TV (2011)
- Khumba, regia di Anthony Silverston (2013)
- Nut Job - Operazione noccioline (Nut Job), regia di Peter Lepeniotis (2014)
- The LEGO Movie, regia di Phil Lord e Chris Miller (2014)
- The LEGO Movie Videogame - videogioco (2014)
- Giappone: Orme nella neve (Wild Japan: Snow Monkeys), documentario TV (2016) - voce narrante[24]
- Il cacciatore e la regina di ghiaccio (The Huntsman: Winter's War), regia di Cédric Nicolas-Troyan (2016) - voce narrante
- Daddy's Home 2, regia di Sean Anders (2017) - cameo non accreditato
- Star Wars - L'ascesa di Skywalker (Star Wars: The Rise of Skywalker), regia di J. J. Abrams (2019)
- Star Wars: Tales of the Jedi, episodio 1x04 (2022)

### Produttore
- Karenina & I, regia di Tommaso Mottola (2017)
- Nureyev - The White Crow (The White Crow), regia di Ralph Fiennes (2018)

## Teatro (parziale)
- Translations di Brian Friel, regia di Donald McWhinnie. Hampstead Theatre e National Theatre di Londra (1981)
- Anna Christie, di Eugene O'Neill, regia di David Leveaux. Criterion Center Stage di Broadway (1993)
- The Judas Kiss di David Hare, regia di Richard Eyre. Playhouse Theatre di Londra, Broadhurst Theatre di Broadway (1998)
- Il crogiuolo di Arthur Miller, regia di Richard Eyre. Virginia Theatre di Broadway (2002)
- The Play What I Wrote di Hamish McColl, Sean Foley ed Eddie Braben, regia di Kenneth Branagh. Lyceum Theatre di Broadway (2003)

## Riconoscimenti
- Mostra internazionale d'arte cinematografica della Biennale di Venezia
  - 1996 – Coppa Volpi per la migliore interpretazione maschile per Michael Collins[1]
- Premio Oscar
  - 1994 – Candidatura per il miglior attore protagonista per Schindler's List - La lista di Schindler[2]
- Golden Globe
  - 1994 – Candidatura per il miglior attore in un film drammatico per Schindler's List – La lista di Schindler[3]
  - 1997 – Candidatura per il miglior attore in un film drammatico per Michael Collins[3]
  - 2005 – Candidatura per il miglior attore in un film drammatico per Kinsey[3]
- Premio BAFTA
  - 1994 – Candidatura per il miglior attore protagonista per Schindler's List – La lista di Schindler[4]
- Premio Tony
  - 1993 – Candidatura per il miglior attore protagonista in un'opera teatrale per Anna Christie[5]
  - 2002 – Candidatura per il miglior attore protagonista in un'opera teatrale per Il crogiuolo[6]

## Doppiatori italiani
Nelle versioni in italiano delle opere in cui ha recitato, Liam Neeson è stato doppiato da: 
- Alessandro Rossi in Diritto d'amare, Innocenza colposa, Vendesi miracolo, Schindler's List - La lista di Schindler, Michael Collins, Prima e dopo, Gun Shy - Un revolver in analisi, K-19, Gangs of New York, Kinsey, Batman Begins, Breakfast on Pluto, Caccia spietata, Io vi troverò, L'ombra del sospetto, L'ombra della vendetta - Five Minutes of Heaven, Chloe - Tra seduzione e inganno, After.Life, Scontro tra titani, A-Team, The Big C, The Next Three Days, Unknown - Senza identità, The Grey, Battleship, La furia dei titani, Il cavaliere oscuro - Il ritorno, Taken - La vendetta, Third Person, Anchorman 2 - Fotti la notizia, Non-Stop, La preda perfetta - A Walk Among The Tombstones, Un milione di modi per morire nel West, Taken 3 - L'ora della verità, Run All Night - Una notte per sopravvivere, Ted 2, Entourage, Silence, Sette minuti dopo la mezzanotte, Operation Chromite, L'uomo sul treno - The Commuter, The Orville, The Silent Man, Spielberg[25], La ballata di Buster Scruggs, Widows - Eredità criminale, Un uomo tranquillo, Men in Black: International, Ordinary Love - Un amore come tanti, Made in Italy - Una casa per ritrovarsi, Honest Thief, Un uomo sopra la legge, L'uomo dei ghiacci - The Ice Road, Blacklight, Memory, Atlanta, Detective Marlowe, Retribution, L'ultima vendetta, Absolution - Storia criminale, Una pallottola spuntata
- Gino La Monica in Scommessa con la morte, Haunting - Presenze, Star Wars - Episodio I - La minaccia fantasma, Obi-Wan Kenobi
- Massimo Venturiello in Mission, I miserabili
- Luca Ward in Darkman, Rob Roy
- Stefano Carraro in Ethan Frome - La storia di un amore proibito
- Paolo Poiret in Excalibur
- Mario Cordova in Miami Vice
- Roberto Chevalier in Krull
- Marcello Cortese in The Big Man
- Angelo Nicotra ne Il Bounty
- Luciano Roffi in Una preghiera per morire
- Carlo Valli in Costretto al silenzio
- Fabrizio Pucci in Femmine sfrenate
- Massimo Lodolo in High Spirits - Fantasmi da legare
- Cesare Barbetti in Vendetta trasversale
- Renato Cortesi in Vite sospese
- Gianluca Tusco in Mariti e mogli
- Massimo Rinaldi in Ruby Cairo
- Massimo Corvo in Nell
- Luca Biagini in Love Actually - L'amore davvero
- Roberto Alpi ne Le crociate - Kingdom of Heaven
- Andrea Ward in Una preghiera per morire (ridoppiaggio)

Da doppiatore è sostituito da:
- Alessandro Rossi in Batman Begins (videogioco), Le cronache di Narnia - Il principe Caspian, I Griffin, Le cronache di Narnia - Il viaggio del veliero, Il cacciatore e la regina di ghiaccio, Daddy's Home 2
- Gino La Monica in Star Wars - Episodio II - L'attacco dei cloni, Star Wars - L'ascesa di Skywalker, Star Wars: Tales of the Jedi
- Omar Sharif in Le cronache di Narnia - Il leone, la strega e l'armadio
- Massimo Lodolo ne I Simpson
- Gaetano Varcasia in Star Wars: The Clone Wars (ep. 3x15, 3x17)
- Enrico Di Troia in Star Wars: The Clone Wars (ep. 6x11)
- Paolo Marchese in Khumba
- Alberto Angrisano in The Lego Movie (Poliduro)
- Franco Mannella in The Lego Movie (Politenero)
- Michele Gammino in The Lego Movie (Polipà)
- Stefano Mondini in Nut Job - Operazione noccioline